# Чжао Ко
Чжао Ко (спрощ.: 赵扩; кит. трад.: 趙擴; піньїнь: Zhào Kuo), храмове ім'я Нінцзун (кит.: 寧宗; піньїнь: Níngzōng; 19 листопада 1168 —17 вересня 1224) — тринадцятий імператор династії Сун.

## Життєпис
Походив з імператорського роду Чжао. Був другим сином імператора Чжао Дуня. 1178 року отримав титул князя. 1185 року став Пін'ян-ґуном. 1194 року був оголошений спадкоємцем трону.
1196 року після смерті батька став новим імператором, узявши храмове ім'я Нінцзун. Того ж року стикнувся з боротьбою декількох придворних груп стосовно ідей філософа та політика Чжу Сі. Спочатку перемогли противники Чжу Сі, й Нінцзун відправив того у відставку. Втім 1199 року реабілітував його, а 1202 року ідеї Чжу Сі було оголошено ключовими в імперії.
1204 року вплив отримала група на чолі із Хань Довеєм, яка ставила за мету відвоювання північного Китаю у чжурчженів. Того ж року імперія Сун почала військову кампанію проти держави Цзінь. Після початкових успіхів, китайські війська зазнали поразки. 1206 року сунський намісник у Сичуані У Сі перейшов на бік Цзінь, і сунські війська зі значними труднощами утримали ту провінцію.
Зрештою, 1208 року за наказом Нінцзуна Хань Довея було страчено, його голову вкрили лаком і надіслали чжурчженям у спеціальній скриньці. З державою Цзінь було укладено нову мирну угоду, відповідно до якої Сун зобов'язался збільшити сплату данини до 300 тис. лян срібла та 300 тис. рулонів шовку.
Після того Чжао Ко вирішив перейти до оборони, зосередивши увагу на внутрішніх справах. У той період почала зростати інфляція, втім економічний стан держави залишався стабільним. Нінцзун значно сприяв розвитку науки й культури. За його правління відбувалось бурхливе будівництво й розвивались міста.
Вже 1212 року за наказом імператора почали затримувати сплату данини державі Цзінь. З огляду на труднощі останньої у війнах з монголами 1214 року сунський уряд зовсім відмовився від сплатити данини й почав готуватись до наступу на північ. Водночас на бік Сун перейшов Лю Цюань, цзіньський губернатор Шаньдуну.
1217 року почались прикордонні конфлікти з Цзінь. Влітку того ж року розпочались активні військові дії. При цьому Нінцзун проводив перемовини з Сі Ся, що завершились 1220 року укладенням воєнного союзу проти Цзінь. Однак попередні успіхи змінилися невдачами. Чжао Ко занепав духом і зрештою, 1224 року, уклав мирний договір із Цзінь.
Усі сини Чжао Ко померли в дитинстві або замолоду. Тому імператор спадкоємцем трону оголосив свого троюрідного небожа Чжао Юня, який зійшов на престол після смерті Чжао Ко у вересні 1224 року.

## Девізи правління
- Цін'юань (慶元) 1195—1201
- Цзятай (嘉泰) 1201—1204
- Кайсі (開禧) 1205—1207
- Цзядін (嘉定) 1207—1224